# Вальтер Байссвенгер
Вальтер Альфред Байссвенгер (нім. Walter Alfred Beißwänger; 29 червня 1894, замок Штольберг — 25 грудня 1984, Мюнхен) — німецький офіцер, генерал-майор вермахту.

## Біографія
24 червня 1913 року вступив у Вюртемберзьку армію. Учасник Першої світової війни. Після демобілізації армії залишений в рейхсвері. З 3 січня 1939 року — консультант управління озброєнь ОКГ. З 25 вересня 1939 року — командир 195-го артилерійського полку. З 1 жовтня 1940 року — начальник відділу управління озброєнь ОКГ. З 20 травня по 25 листопада 1943 року — артилерійський командир 101, одночасно виконував обов'язки командира 221-ї дивізії охорони. 29 січня 1944 року відряджений в штаб артилерійського командира 120, 20 квітня 1944 року — в штаб групи армій «Південна Україна». 25 червня відправлений в резерв. З 11 серпня — артилерійський командир 485, одночасно виконував обов'язки командира гренадерської бригади фюрера. З 6 березня 1945 року — командувач артилерійськими частинами 1-ї парашутної армії. 8 травня взятий в полон американськими військами. 20 грудня 1946 року переданий британцям. 30 червня 1947 року звільнений.

## Звання
- Фанен-юнкер (24 червня 1913)
- Фанен-юнкер-єфрейтор (10 жовтня 1913)
- Фанен-юнкер-унтерофіцер (4 грудня 1913)
- Фенріх (22 березня 1914)
- Лейтенант (7 серпня 1914)
- Оберлейтенант Османської армії (26 червня 1915)
- Оберлейтенант (22 березня 1918)
- Гауптман (1 квітня 1926)
- Майор (1 липня 1934)
- Оберстлейтенант (1 січня 1937)
- Оберст (1 листопада 1939)
- Генерал-майор (1 квітня 1943)

## Нагороди
- Залізний хрест
  - 2-го класу (жовтень 1914)
  - 1-го класу (24 грудня 1917)
- Золота медаль «За військові заслуги» (Вюртемберг) (6 грудня 1915)
- Галліполійська зірка (Османська імперія)
- Срібна медаль «Ліакат» з шаблями (Османська імперія)
- Орден «За військові заслуги» (Вюртемберг), лицарський хрест (18 серпня 1918)
- Нагрудний знак «За поранення» в чорному (1918)
- Почесний хрест ветерана війни з мечами (24 січня 1935)
- Медаль «За вислугу років у Вермахті»
  - 4-го, 3-го і 2-го класу (18 років; 2 жовтня 1936) — отримав 3 нагороди одночасно.
  - 1-го класу (25 років; 24 червня 1938)
- Медаль «У пам'ять 1 жовтня 1938» (12 вересня 1939)
- Застібка до Залізного хреста
  - 2-го класу (4 липня 1940)
  - 1-го класу (23 травня 1941)
- Хрест Воєнних заслуг 2-го класу з мечами (20 квітня 1943)